# Poecilopsis smallmani
Poecilopsis smallmani là một loài bướm đêm trong họ Geometridae.